# Bloody Roar 3
Bloody Roar 3 (ブラッディロア3?, Buraddi Roa Surī) è un videogioco arcade picchiaduro sviluppato da Eighting e Hudson Soft. È il primo della serie ad apparire su PlayStation 2. Il suo sequel, Bloody Roar: Primal Fury fu creato per il Nintendo GameCube e fu in seguito portato su Xbox con il titolo Bloody Roar: Extreme.

## Modalità di gioco
Il gameplay ha sei differenti tasti che sono: pugno, calcio, presa, trasformazione e movimento laterale a destra e a sinistra con L2 ed R2, eseguibili anche con doppio movimento in su o in giù. La caratteristica principale rimane sempre quella di trasformarsi in bestie, mantenuta in tutti i titoli Bloody Roar. Una volta trasformati, i personaggi recuperano tutta l'energia perduta diventando molto più forti e potenti di prima.

## Personaggi
- Alice (Coniglio)
- Bakuryu (Talpa)
- Busuzima (Camaleonte)
- Gado (Leone)
- Jenny (Pipistrello)
- Kōryū (Talpa metallica)[3]
- Long (Tigre)
- Uriko la mezza bestia (Gatto)
- Shina (Leopardo)
- Stun (Insetto)
- Uranus (Chimera)[3]
- Xion (Unborn)
- Yugo (Lupo)
- Shenlong (Tigre Blu)

## Colonna sonora
La musica è stata composta da Takayuki Negishi e registrata al MIT Studio con Jun Kajiwara alla chitarra, Michio Nagaoka al basso, Atsuo Okamoto alla batteria e Negishi al sintetizzatore.